# Bolska
Bólska je reka v osrednji Sloveniji, desni pritok Savinje. Izvira na severovzhodnem pobočju hriba Reznarca pri Trojanah, teče po ožji dolini proti severovzhodu do Vranskega, kjer vstopi v Spodnjo Savinjsko dolino in teče naprej po njenem širokem dolinskem dnu. Pri Grajski vasi se pomakne ob njen južni rob, teče tik mimo Prebolda in se malo naprej pod Sv. Lovrencem izlije v Savinjo.
Glavni desni pritoki so Zaplaninščica, Kučnica, Konjščica in Reka, levi pritoki so Motnišnica, Merinščica in Trnavca.

## Opis reke
Bolska je v zgornjem toku do Vranskega značilna hudourniška reka z razmeroma velikim strmcem (32,2 ‰) in številnimi kratkimi pritoki iz stranskih grap, v srednjem in spodnjem toku se ji strmec zmanjša na 4–6 ‰. Izvira v severnem delu Posavskega hribovja severno od Trojan v paleozojskih kamninah trojanske antiklinale, teče do Trojan po grapi proti jugovzhodu, nato se obrne proti vzhodu in severovzhodu. V tem delu teče po njeni dolini štajerska avtocesta, ki zaradi pomanjkanja prostora v dolini poteka v precejšnjem delu skozi dva predora in prek več viaduktov. V Zajasovniku zavije reka ostro proti vzhodu in se v ozki dolini prebija skozi apnenčasto severno krilo trojanske antiklinale; tu se z desne vanjo steka hudournik Zaplaninščica. Pri Ločici na kratko vstopi v motniško sinklinalo (tu se ji z leve pridruži Motnišnica) in se skozi kratko, neizrazito sotesko prebije v najzahodnejši del Spodnje Savinjske doline pri Vranskem. Z leve dobi pritok Merinščico, prečka kratko zožitev v Brodeh in od tu naprej teče ves čas po širokem dolinskem dnu. Do nekaj sto metrov široko poplavno ravnico spremljata na obeh straneh po toku navzdol vse izrazitejši ježi prodno-ilovnate terase, ki jo je Bolska zarezala, ko se je morala po koncu zadnje ledene dobe prilagoditi glavni reki Savinji.
V ravninskem delu teče Bolska sprva bolj po južni strani doline (tu dobi desni pritok Kučnico), med Kaplo in Gomilskim se prestavi na severni rob doline, a se mora ponovno vrniti na južno stran, kamor jo je potisnil obsežen prodni vršaj Savinje, ki ga je v zadnji ledeni dobi nasula od Letuša navzdol. Tu se vanjo steka desni pritok Konjščica, nato pa teče po južnem robu doline tik pod visoko teraso, na kateri stoji Prebold, dober kilometer niže pa se izliva v Savinjo. Tik pred sotočjem dobi z desne še potok Reko, ki priteka iz osrednjega dela Posavskega hribovja. V ravninskem delu ima Bolska zanimivo izoblikovano strugo, saj je na več daljših odsekih prerezala celotno plast naplavin in teče po oligocenski morski sivici, ki jo domačini imenujejo lapor (od tod ime zaselka Lapurje tik pred izlivom).

## Hidronim in etimologija
Jezikoslovec Marko Snoj izvaja izvor imena iz nekega osebnega imena Bolъ, po katerem naj bi se reka morda nekdaj imenovala Bolъska reka, nato pa bi se ime skrajšalo v sedanjo obliko. Njegovo mnenje se razlikuje od starejšega mnenja jezikoslovca F. Bezlaja, ki sicer prav tako dopušča možnost nastanka imena reke iz osebnega imena, vendar pa se mu zdi bolj verjetna domneva o predslovanskem izvoru imena iz podobnega vira kot ime potoka Polskava, levega pritoka Dravinje. V zgodovinskih virih se ime reke pojavlja v nemških oblikah Wolska Bach, Volska Bach, Walska Bach idr. V starejši literaturi se pojavlja tudi ime reke Boljska.

## Hidrogeografija
Bolska ima alpski dežno-snežni režim, vendar z izrazitim novembrskim viškom padavin zaradi obilnejših padavin in manjšega izhlapevanja. Drugi, manj izrazit višek je v mesecu aprilu, ima pa izrazit poletni nižek v mesecu avgustu, podobno kot skoraj vsi večji vodotoki v predalpskem hribovju. Ker je izrazito hudourniške narave, lahko ob močnih poletnih nalivih ali ob jesenskem deževju hitro naraste in se na široko razlije po poplavni ravnici, v daljših sušnih obdobjih, zlasti poletnih, pa ima zelo malo vode. V obdobju 1971–2000 so na vodomerni postaji Dolenja vas izmerili najmanjši pretok 0,104 m3/s (2. junija 1993), največjega pa ob poplavi 5. novembra 1998 (193 m3/s). Tudi drugi podatki kažejo njen predalpski značaj: razmeroma majhen specifični odtok (22,5 l/s/km2) in precej nižji odtočni količnik kot ga imajo naše alpske reke (48,9 %).
Bolska že od nekdaj pogosto poplavlja, včasih tudi po dvakrat letno, kar je dobro opazno v značilnostih poplavne ravnice: v njej so večinoma travniki, naselja pa so odmaknjena od reke na rob višje terase, ki se na obeh straneh dviguje iznad poplavne ravnice. Poplave so izrazito hudourniške, pritoki, ki se vanjo stekajo iz ozkih grap, zelo hitro napolnijo strugo glavne reke in voda se hitro razlije po poplavni ravnici. Prvič se to v večji meri zgodi pri sotočju z Motnišnico na Ločici pri Vranskem, ker poplavne vode skoraj enako velikih vodotokov zajezijo ena drugo. Pri Vranskem je struga Bolske zaradi močnega nasipanja zelo plitva, zato se poplavne vode hitro razlijejo po poplavni ravnici na levem bregu, vendar glavne ceste Celje–Ljubljana ne preplavijo. Naslednje poplavno območje se prične v Čepljah in se vleče sklenjeno vse do dolvodno od mostu na glavni cesti v Kapli; najobsežnejše je dolvodno od Pondorja do glavne ceste v Kapli, ki sicer poteka po nekoliko višjem nasipu, a jo Bolska ob večjih poplavah tudi preplavi (npr. 18. septembra 2010). Tretje poplavno območje se začne že nad Gomilskim in sega skoraj brez prekinitve do izliva v Savinjo; zlasti na široko se razlije pred sotočjem s Trnavco. Dolvodno od izliva Trnavce se poplavna ravnica precej zoži, na levem bregu se je vanjo povsem do struge razširila Kaplja vas, nekoliko niže pa je bila na desnem bregu v zelo neposrečeni legi zgrajena skupina manjših stanovanjskih blokov (soseska Na zelenici, Prebold. Poplavna ravnica se pod preboldskim mostom ponovno razširi in se pod zaselkom Lapurje združi s široko poplavno ravnico ob Savinji.
V zadnjih nekaj desetletjih so bile ob Bolski štiri hude poplave, in sicer 1. novembra 1990, 28. in 29. junija 1994, 18. septembra 2007 in 19. septembra 2010. Ker je poplavna ravnica zaenkrat še zelo malo naseljena, je bilo ob naštetih poplavah pod vodo le manjše število hiš, veliko škode pa so poplavne vode naredile v sami strugi in na bližnjih kmetijskih površinah, predvsem na njivah. Čeprav ni bila zelo obsežna, je imela tragične posledice visoka voda 13. septembra 2014, saj je narasla voda v Čepljah odnesla most na cesti proti Centru varne vožnje Vransko, pri tem pa sta umrla dva človeka.
Pripravljen je Državni prostorski načrt za zagotavljanje poplavne varnosti v Spodnji Savinjski dolini, ki zajema tudi spodnji tok Bolske in je namenjen predvsem zagotavljanju poplavne varnosti v Celju. Sredstva za ok. 45 mil. evrov vreden projekt naj bi Slovenija v večji meri pridobila iz kohezijskih skladov EU. 

## Kakovost vode
V preteklosti je Bolsko precej onesnaževala usnjarska industrija na Vranskem, občasno je prihajalo do manjših onesnaženj tudi zaradi nevestnega ravnanja s škropivi (polnjenje škropilnic neposredno v reki) ali z gnojevko. Po zaprtju usnjarne so se razmere v reki izboljšale, tako da je zdaj po uradnih podatkih v dobrem kemijskem in zelo dobrem ekološkem stanju.
V začetku aprila 2014 je prišlo na celotnem toku od Ločice navzdol do skoraj popolnega pomora rib, ki jih je po domnevi ribičev povzročil izliv kisline ali neznanega čistilnega sredstva. Člani ribiške družine iz Šempetra, ki upravljajo z reko, so iz vode pobrali skoraj tono rib; krivec pomora zaenkrat ni poznan.

## Ljudje in reka
V preteklosti je bila Bolska pomemben vir vodne energije in je poganjala številne mline ter žage. V njenem celotnem porečju je zabeleženih 150 vodnih objektov, od tega 107 mlinov, 34 žag in 9 drugih objektov; veliko jih je propadlo že med obema svetovnima vojnama zaradi konkurence industrijskih obratov, ostali večinoma v prvih desetletjih po drugi svetovni vojni . Zaradi hudourniškega značaja so večinoma stali nekoliko vstran od rečne struge, do njih so dovajali vodo po krajših mlinščicah.  V Pondorju sta mdr. delovala Žagarjev mlin in žaga, v Kapli Drčev mlin in žaga, dva mlina in žaga so obratovali tudi v Lapurjah pod Preboldom, vendar so vsi, skupaj z več manjšimi objekti, utihnili po drugi svetovni vojni. V Brodeh je med letoma 1919 in 1938 delovala manjša hidroelektrarna, ki je okoliška naselja oskrbovala z električno energijo. Pozneje je v njej deloval Druškovičev valjčni mlin, ob njem je bila tudi žaga, ki je delovala vse do konca 70. let dvajsetega stoletja. Največji industrijski objekt ob Bolski je bila tekstilna tovarna v Preboldu, ki je nastala leta 1842 kot predilnica in tkalnica in jo je sprva poganjalo veliko vodno kolo, po 1870 pa vodna turbina in parni stroj.

## Varstvo narave
V zgornjem toku je večji del struge Bolske v naravnem stanju, razen na odsekih, ki so jih regulirali ob gradnji štajerske avtoceste med Celjem in Ljubljano, in v 60. letih na odseku pri Pondorju in Kapli. V letih 1959–1968 so regulirali njen celoten spodnji tok dolvodno od Gomilskega do izliva v Savinjo. Ker je reka hudourniška, se je kljub regulacijam v precejšnji meri ohranila naravna dinamika v rečni strugi (vodni tok in transport plavja), kar je ugodno za njeno dobro ekološko stanje.
Z naravovarstvenega vidika je najpomembnejši zgornji tok Bolske do Trojan, ki je življenjski prostor raka koščaka (Austropotamobius torrentium) in je po habitatni direktivi vključen v Naturo 2000.
Bolska je v glavnem z ribami razmeroma bogata reka in je primerna za športni ribolov od iznad sotočja z Motnišnico do izliva; z njo upravlja Ribiška družina Šempeter. Po hudem onesnaženju reke aprila 2014 je ribolov v reki do nadaljnjega prepovedan . V njej mdr. živijo potočna postrv (Salmo trutta), šarenka (Oncorhynchus mykiss), podust (Chondrostoma nasus nasus), lipan (Thymallus thymallus), klen (Leuciscus cephalus cephalus) in mrena (Barbus barbus).